# Tatort: Schock
Schock ist ein Fernsehfilm aus der Krimireihe Tatort, der erstmals am 22. Jänner 2017 im ORF, im Ersten und im SRF 1 ausgestrahlt wurde. Es ist die 1008. Folge der Reihe, der 39. Fall des österreichischen Ermittlers Moritz Eisner und der fünfzehnte gemeinsame Fall des Ermittlerteams Eisner/Fellner.

## Handlung
Ein junger Mann veröffentlicht eine Videobotschaft im Internet. Er heiße David Frank und werde seine Eltern entführen, um zuerst sie und anschließend sich selbst zu töten. Er wolle mit seiner Aktion auf gesellschaftliche Missstände hinweisen. Worum genau es ihm gehe, sollen die Ermittler schrittweise und unter Beobachtung durch die Öffentlichkeit im Internet herausfinden. Seine Botschaft wird über soziale Medien rasch verbreitet und landet schließlich beim Bundeskriminalamt. Eisner wird zum Leiter der Besonderen Aufbauorganisation (BAO) ernannt, die den Drohungen der Videobotschaft nachgehen und die angekündigte Tat verhindern soll. In der BAO stört Eisner vor allem der Verfassungsschützer Gerold Schubert mit seinen Anmerkungen.
Die Ermittlungen ergeben, dass es sich bei David Frank um einen 22-jährigen Medizinstudenten handelt. Sein Vater Hans Georg ist Universitätsprofessor für Mathematik, seine Mutter Agnes eine Anwältin. Eisner und Fellner statten deren Villa einen Besuch ab, die Franks sind jedoch nicht anzutreffen. In einer erneuten Videobotschaft gibt David einen Hinweis auf die Universitätsdozentin für Soziologie, Sarah Adler. Sie behandelt in ihren Seminaren unter anderem Fälle junger Gewalttäter, insbesondere von Amokläufern, deren diffuse Motive und den Einfluss der Gesellschaft auf sie. Adler ist aber auch Autorin eines Buches mit dem Titel Völlig normal. Darin behandelt sie Leistungsdruck und schlechter werdende Zukunftsperspektiven. David Frank bezieht sich in seinen Botschaften mehrfach auf das Buch und kritisiert die darin beschriebenen gesellschaftlichen Missstände, beispielsweise dass die Gesellschaft nur wenige Sieger, jedoch viele Verlierer hervorbringe. Die Kriminalpsychologin Lisa Aichinger, die ebenfalls Mitglied der BAO ist, kennt Adler noch aus ihrer eigenen, gemeinsamen Studienzeit. Sie nimmt deren Befragung vor, erhält aber von ihr keine hilfreichen Hinweise, da die Soziologin sich wenig kooperativ zeigt.
Die Spezialisten des Bundeskriminalamtes finden heraus, dass Davids neueste Mitteilung als Live-Stream über einen Server der Universität gesendet wird. Eisner und Fellner sichern mit dem Einsatzkommando Cobra den Bereich, allerdings finden sie im Serverraum nur einen Zettel sowie eine Webcam – die genarrten Ermittler werden live ins Internet übertragen und so von David der Lächerlichkeit preisgegeben. Unter dem höhnischen Applaus der Studentenschaft verlassen sie das Gebäude. Mit zunehmender Dauer des Katz-und-Maus-Spiels zwischen David und der Polizei kommt bei den Ermittlern der Verdacht auf, dass David nicht nur auf eigene Faust handelt, sondern Unterstützer hat. Als Eisner die Justizministerin beleidigt, eben als diese von ihm unbemerkt den Raum betritt, suspendiert sie ihn und setzt Schubert als Leiter der BAO ein. Schubert ordnet jedoch an, dass Eisner weiter ermitteln soll. Die Suche nach Komplizen führt ihn zu einem vom Verfassungsschutz als extremistisch eingestuften Netzwerk radikaler Aktivisten und auch zu Kerem, dem von Eisner ungeliebten Freund seiner Tochter Claudia, bei dem zudem noch verschiedene Drogen gefunden wurden. Diese verteidigt ihren Freund und gesteht ihrem Vater, dass sich in ihrem Bekanntenkreis viele mit Drogen aufputschen, um den Prüfungs- und Leistungsdruck besser bewältigen zu können.
Eine Rückblende zeigt Davids Freundin Amina Barka, die sich aufgrund des Leistungsdrucks aus dem Fenster gestürzt hat. David wollte daraufhin das Studium abbrechen, stieß aber bei seinem Vater auf Unverständnis. Dieser vertritt die Auffassung, dass es im Leben nun einmal Gewinner und Verlierer gibt. David, der alle Voraussetzungen dafür mitbringe, solle sich mit aller Kraft darum bemühen, zu den Gewinnern zu gehören.
Fellner beschattet Sarah Adler, die in Davids Plan eingeweiht ist und ihn in seinem Versteck aufsucht, einem verlassenen Industriegebäude. Dort gelingt es David, Fellner zu überwältigen und als Geisel zu nehmen. Eisner rückt mit dem Einsatzkommando an, welches das Areal umstellt. In einer live ins Internet übertragenen Diskussion mit Adler und Fellner erläutert David seine Motive und macht zum Entsetzen von Adler deutlich, dass er seine Eltern tatsächlich töten will. Die Wissenschaftlerin teilt zwar seine Meinung über gesellschaftliche Missstände, betont aber, dass sie Gewalt als Mittel zur Veränderung der Gesellschaft ablehnt, obwohl auch von dieser selbst Gewalt ausgeübt wird – etwa in Form von Leistungsdruck und Wettbewerb. Als er die Polizeipräsenz bemerkt, ruft David in die Kamera um Hilfe und dass er nicht sterben wolle. Dann trennt er die Verbindung und zielt mit seiner Waffe auf Fellner, woraufhin er von den Scharfschützen der Cobra erschossen wird. Die gerettete Fellner erläutert Eisner, dass David damit seine eigene Tötung provozieren wollte. Offenbar hat er diese ganz bewusst als Fanal inszeniert: Sein Tod sollte für die Zuschauer im Internet wie ein Fall von Polizeigewalt aussehen. Davids Eltern können lebend befreit werden.

## Hintergrund

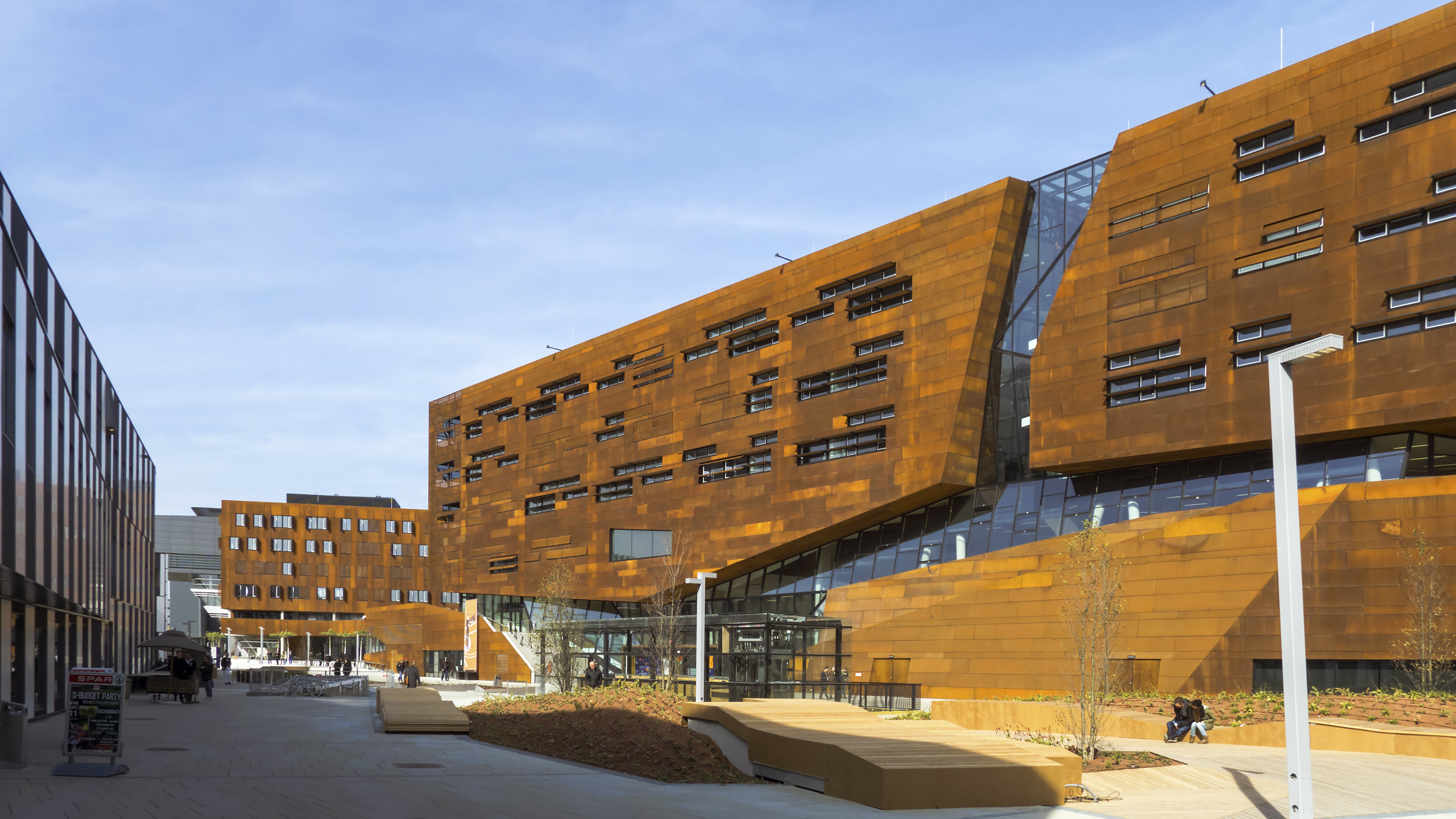
Einer der Drehorte: Der Campus WU

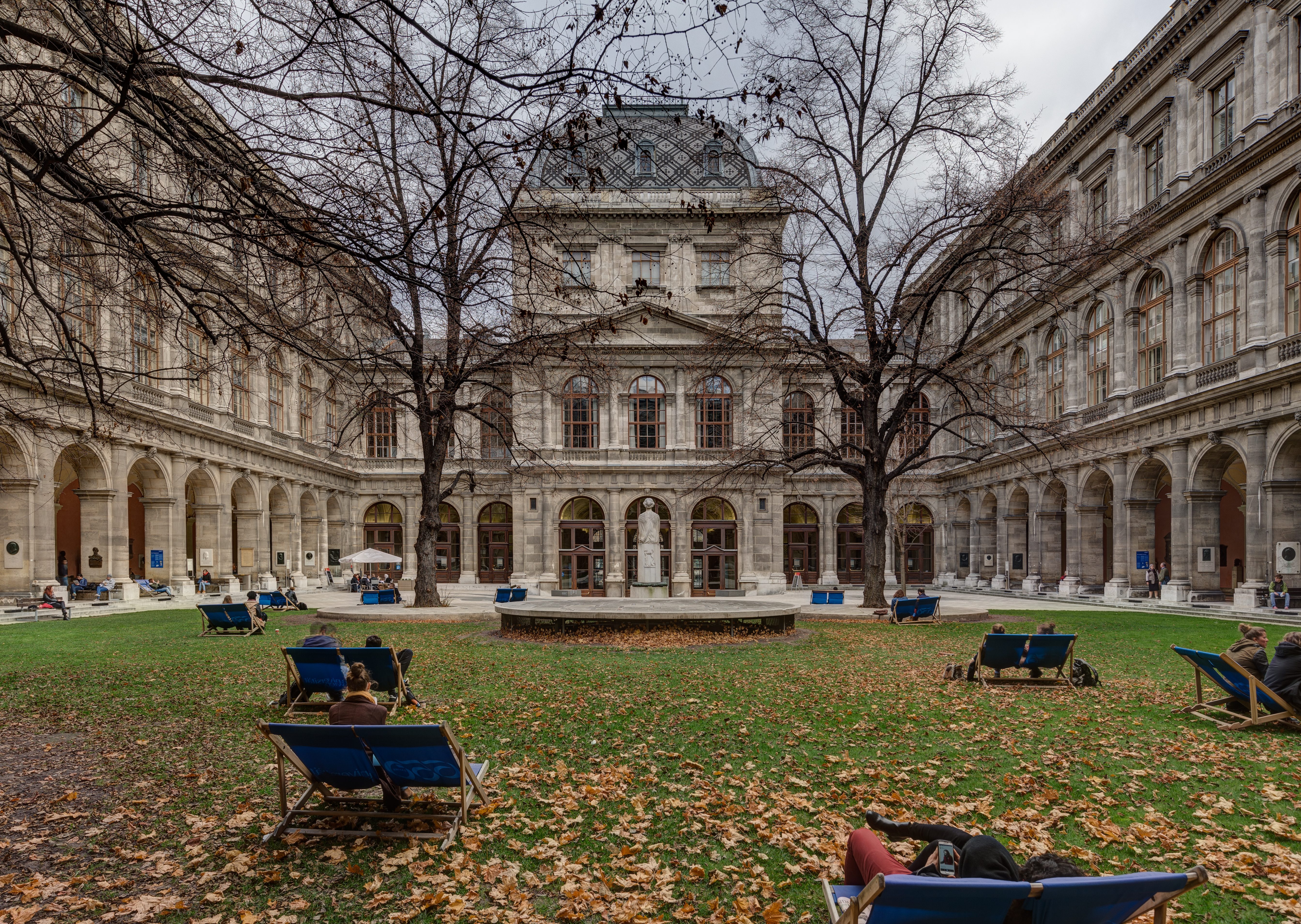
Arkadenhof der Universität Wien

Gedreht wurde der 15. gemeinsame Tatort-Fall von Eisner und Fellner vom 19. Februar bis zum 19. März 2016 in Wien, unter anderem am Campus WU und am Hauptgebäude der Universität Wien, produziert wurde diese Tatort-Folge von der Cult Film. Für Drehbuchautor und Regisseur Rupert Henning war dies nach Tatort: Grenzfall (2015) der zweite Film aus der Reihe Tatort.
Der Idee zu dem Fall liegt die Nachricht von Robert Steinhäuser sowie das Theaterstück von Rupert Henning aus dem Jahr 2005 zugrunde und die Frage, was jemanden dazu bringt, so etwas zu tun.

## Auszeichnungen und Nominierungen
Romyverleihung 2017
- Auszeichnung in der Kategorie Bester Produzent TV-Film (Burkhard Ernst)
- Auszeichnung in der Kategorie Bestes Buch TV-Film (Rupert Henning)
- Nominierung in der Kategorie Bester Nachwuchs männlich (Aaron Karl)[4][5]

## Rezeption

### Kritiken
Christian Buß von Spiegel Online bezeichnete den Film als „theatralisch aufgeblasenen Generationenkrieg“, der nah bei den jungen Menschen sein möchte, diese aber zu tragischen Opfern eines unmenschlichen Bildungs- und Beschleunigungssystems erhöhe und der das studentische Milieu authentisch zeichnen möchte, dieses aber in eine theatralische Kulisse fürs große Sinnkrisenschauspiel verwandele. Laut Buß sei der Film ein „gut gemeinter Sprechblasenkrimi“ und für den Zuseher auf Dauer ziemlich zermürbend. Krassnitzer stampfe „grimmig und gewalttätig durchs universitäre Fusselbartmilieu“, sodass die „sich verständnisvoll gebende Generation-Y-Erkundung einen sonderbaren Beigeschmack“ bekomme: „Ein paar Backpfeifen haben allzu vergeistigten und verquasselten Studenten noch nie geschadet.“
Volker Bergmeister bescheinigte auf Tittelbach.tv dieser Episode hingegen durchweg hohes Spannungspotenzial: „Henning verschränkt die Ebenen klug und führt sie am Ende zu einem dramatischen Finale mit überraschendem Ausgang zusammen. Sicher wird zuweilen ein bisschen viel erklärt und doziert, aber es ist ein mutiger und letztlich sehr gelungener Versuch, sich einem nicht auf den ersten Blick greifbaren Thema zu widmen.“
Joachim Huber von Der Tagesspiegel fand den TV-Thriller gelungen: „Regisseur Rupert Henning treibt die Emotionen, sein „Schock“-Krimi wirkt fiebrös. (..) Mit seiner Figurenkonstellation und seiner Besetzung überzeugt „Schock“ in den Ensemble- wie in den Zweier-Momenten.“

### Einschaltquoten
Die Erstausstrahlung von Schock am 22. Jänner 2017 wurde in Deutschland von 8,80 Millionen Zuschauern gesehen und erreichte einen Marktanteil von 20,2 % für Das Erste. Im ORF wurde die Erstausstrahlung von durchschnittlich 894.000 Sehern verfolgt, der Marktanteil lag bei 26 Prozent. In der Schweiz wurde der Tatort auf SRF 1 von 374.000 Zuschauern geschaut und erreichte einen Marktanteil von 19,5 %.